# Lergravsparken (metropolitana di Copenaghen)
Lergravsparken è una stazione della linea 2 della Metropolitana di Copenaghen.
La stazione venne inaugurata nel 2002 in sotterranea. Essa è stata capolinea fino al 2007.
La stazione possiede anche un parcheggio per le biciclette.